# Su-27-1M (航空機)
Su-27-1M / Су-27-1М
単座型のSu-27P1M。2019年のロイヤル・インターナショナル・エアタトゥーにて撮影。
- 用途：戦闘機
- 製造者：ザポリージャ航空機修理工場（ウクライナ語版）
- 運用者： ウクライナ（ウクライナ空軍）
- 運用開始：2013年
- 運用状況：現役
- 原型機：Su-27

Su-27-1M（ウクライナ語: Су-27-1М）は、ソビエト連邦のスホーイ設計局が開発したSu-27を、ウクライナのザポリージャ航空機修理工場が近代化改修した戦闘機。

## 概要
Su-27の機齢延伸と近代化改修作業は2013年から開始され、近代化改修によって戦闘能力が20パーセント程度向上すると想定された。
近代化改修初号機は複座練習機型のSu-27UBで、Su-27UB1Mと命名されてザポリージャ州ザポリージャに所在する、ザポリージャ航空機修理工場で改修作業が行われた。改修作業にはザポリージャ航空機修理工場のほか、オリゾン・ナビゲーション、ノヴァトール、エレクトロンプリボールなどが携わった。
2014年8月5日付国防大臣令No.299により、Su-27近代化改修型はウクライナ空軍に制式採用され、単座型のSu-27P、Su-27S、複座型のSu-27UB、Su-27UPが改修を受けることとなった。
2020年1月31日、Su-27UB1M 1機がウクライナ空軍に引き渡され、第831戦術航空旅団に配備された。

## 機体

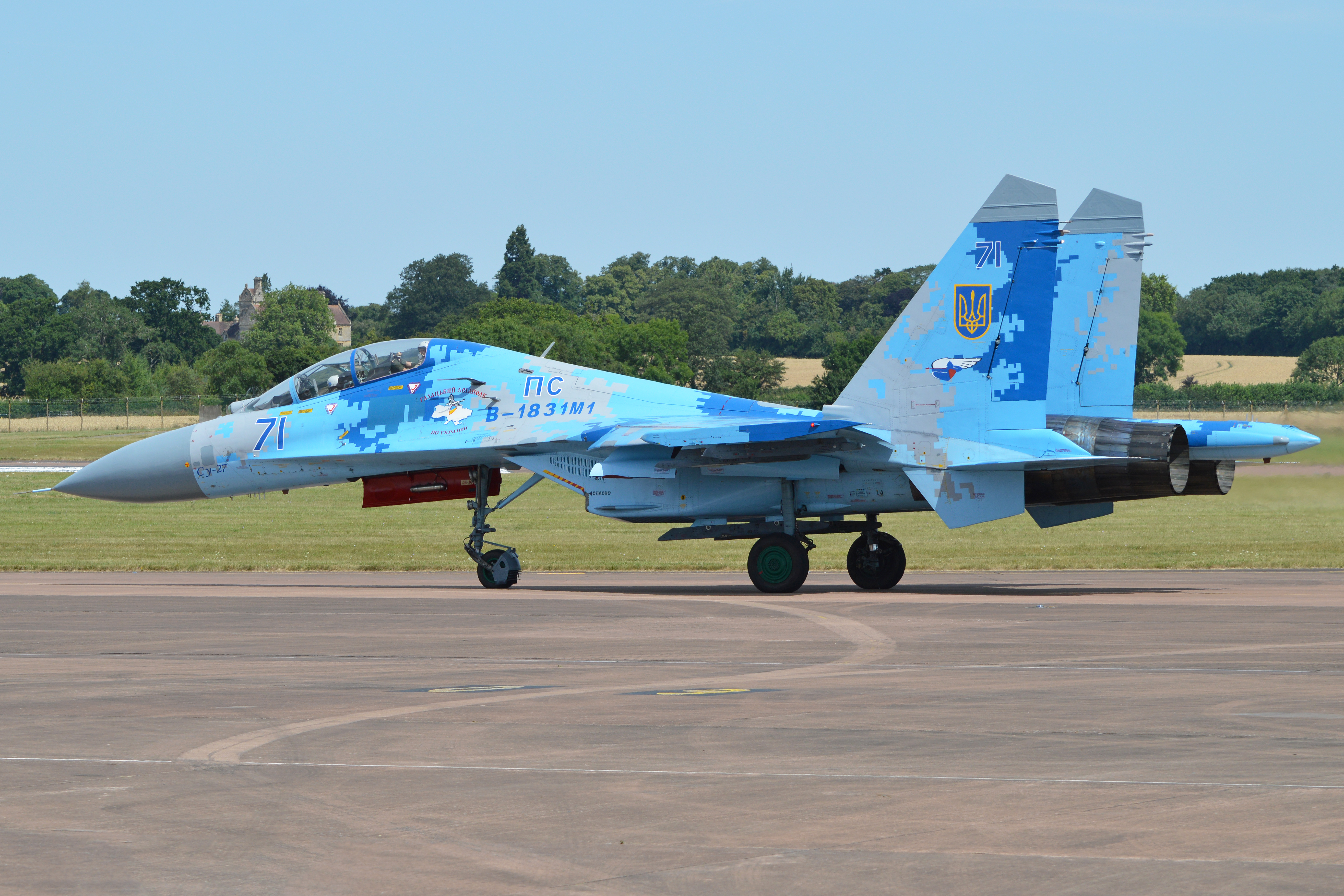
複座型のSu-27UB1M。

Su-27の近代化改修では、N001パルス・ドップラーレーダーの受信ユニット、デジタル処理ユニット等の換装、オリゾン・ナビゲーション製SN-3307-02衛星航法システム受信機の装備、オリゾン・ナビゲーション製A-511トランスポンダ、BUR-4-1-10-01フライトデータレコーダー、SAVR-27U映像記録装置等の装備が行われた。
レーダーの改修により捜索可能距離が30％延伸され対電子戦能力も向上したが、同じく既存のSu-27を近代化改修した機体であるロシア空軍のSu-27SM/SM3やベラルーシ空軍のSu-27UBM1と異なり、R-77（AA-12アダー）空対空ミサイルや、Kh-29（AS-14ケッジ）・Kh-31（AS-17クリプトン）などの空対地・空対艦ミサイルなどの運用能力は付与されておらず、マルチロール機と呼べる状態には至っていない。

## 派生型
Su-27P1M
Su-27Pの近代化改修型。
Su-27S1M
Su-27Sの近代化改修型。
Su-27UB1M
Su-27UBの近代化改修型。
Su-27UP1M
Su-27UPの近代化改修型。

## 運用国
ウクライナ
- ウクライナ空軍